# Niklas Axelsson
Niklas Axelsson (Västerås, 15 de maig de 1972) va ser un ciclista suec, que fou professional entre el 1998 i el 2009.
Al novembre de 2001 va donar positiu en un control antidopatge realitzat durant els Campionats del Món de Lisboa. Admetent haver consumit EPO, va ser suspès per quatre anys per la seva federació. Finalment, aquesta condemna va ser reduïda a dos anys i vuit mesos.
El gener de 2010, s'anuncia que va donar positiu, també per EPO, en un control realitzat al setembre de 2009. El juliol, la Federació de Ciclisme de Suècia el va condemnar a una prohibició de per vida.

## Palmarès
- 1990
  -  Campió de Suècia júnior en ruta
- 1993
  -  Campió de Suècia en contrarellotge per equips (amb Michael Andersson i Martin Rittsel)
  - Vencedor d'una etapa al Gran Premi Guillem Tell
- 1995
  - Vencedor d'una etapa al Rapport Toer
- 2001
  - Vencedor d'una etapa al Tour de la Regió Valona
- 2008
  - Vencedor d'una etapa a la Setmana Internacional de Coppi i Bartali

### Resultats al Giro d'Itàlia
- 1998. 38è de la classificació general
- 1999. 6è de la classificació general
- 2000. Abandona (8a etapa)